# Donna d'Onna
Donna d'Onna è un brano musicale della cantante italiana Gianna Nannini scritto in collaborazione con Isabella Santacroce ed eseguita in duetto con Laura Pausini, Giorgia, Elisa e Fiorella Mannoia. È il singolo benefico che anticipa l'uscita del DVD Amiche per l'Abruzzo del 2010, trasmesso in radio il 28 maggio.

## Il brano

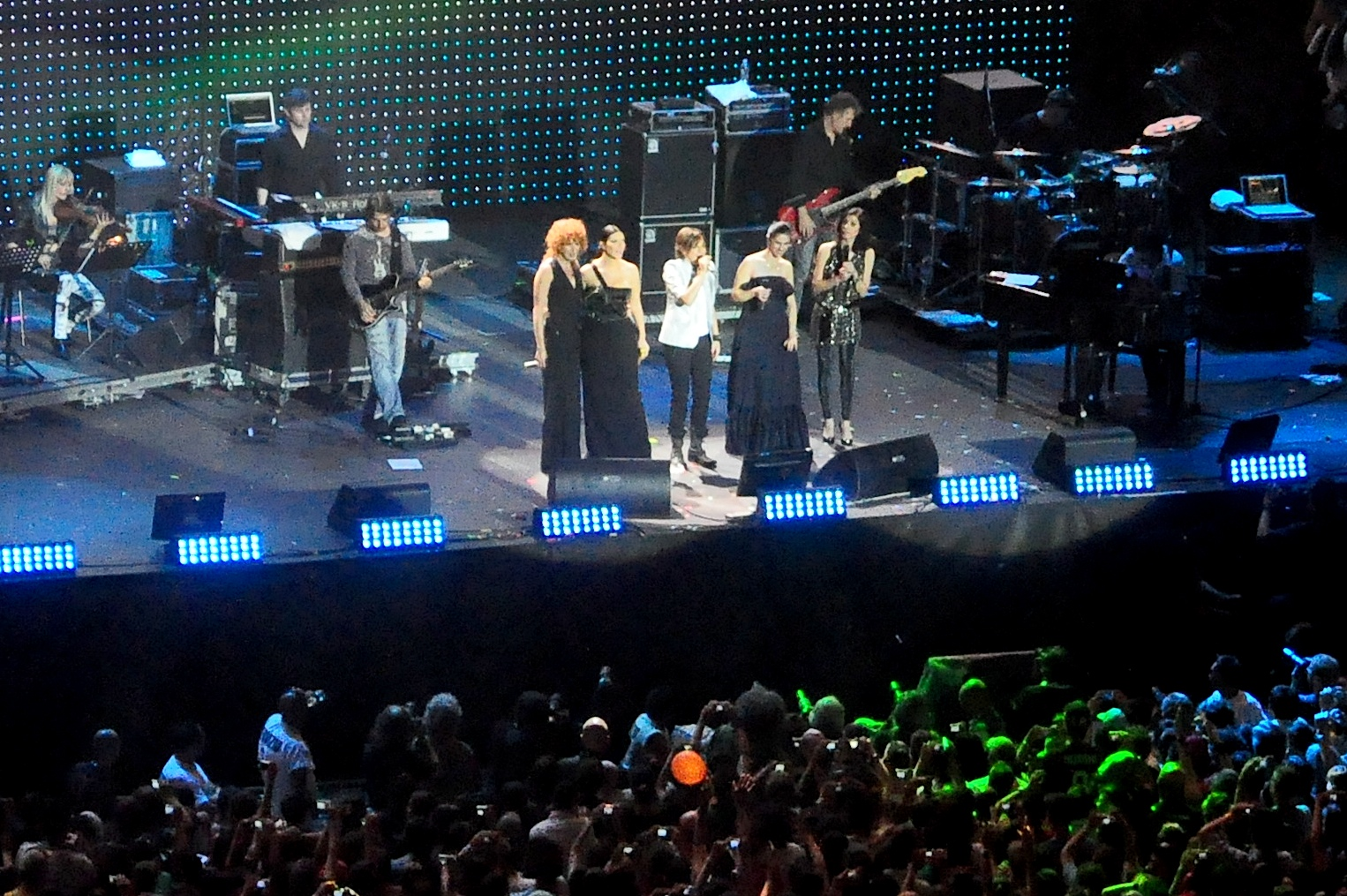
Fiorella Mannoia, Laura Pausini, Gianna Nannini, Elisa e Giorgia cantano Donna D'Onna durante il concerto

Il testo della canzone è di Gianna Nannini e di Isabella Santacroce, la musica è di Gianna Nannini, l'arrangiamento è di Will Malone.
Il brano inedito, nato durante una delle visite di Gianna Nannini in Abruzzo, è stato scritto ed interpretato in esclusiva per il concerto Amiche per l'Abruzzo al termine della serata, un'iniziativa finalizzata alla raccolta fondi per la popolazione dell'Abruzzo, a seguito del terremoto del 6 aprile 2009.
Il concerto si è svolto il 21 giugno 2009 allo Stadio Giuseppe Meazza di San Siro a Milano, dal primo pomeriggio fino a mezzanotte e vi hanno partecipato sul palco 43 artiste italiane. All'iniziativa hanno dato adesione, sotto varie forme, in totale 102 cantanti italiane.
Il titolo della canzone Donna d'Onna si riferisce ad Onna, una piccola frazione di circa 300 abitanti della città dell'Aquila completamente distrutta a seguito del terremoto del 6 aprile 2009 e divenuta uno dei simboli della tragedia.
Il singolo viene venduto solo in download digitale e il ricavato viene destinato in beneficenza per la ricostruzione dell'Abruzzo, che si aggiunge al milione di euro ottenuto durante il concerto del 21 giugno 2009.

## Artiste partecipanti
- Gianna Nannini
- Laura Pausini
- Giorgia
- Elisa
- Fiorella Mannoia

## Il video
Il videoclip è stato tratto dal DVD Amiche per l'Abruzzo, diretto dal regista Gaetano Morbioli e registrato allo Stadio Giuseppe Meazza di San Siro a Milano.
Viene presentato in anteprima su MTV Italia il 26 maggio 2010 e pubblicato il giorno seguente. Viene inoltre messo in onda su Italia 1 il 2 giugno 2010, al termine della prima puntata dei Wind Music Awards. Una piccola parte del videoclip venne ritrasmessa all'inizio della terza ed ultima puntata il 16 giugno.

## Tracce
1. Donna d'Onna – 4:39

## Classifiche
| Classifica (2010) | Posizione massima |
| ----------------- | ----------------- |
| Italia            | 8                 |